# Ar 80 (航空機)
アラド Ar 80
アラド Ar 80V-2
- 用途：戦闘機
- 製造者：アラド社
- 初飛行：1935年春
- 生産数：3機

アラド Ar 80 (Arado Ar 80) は第二次世界大戦前にドイツのアラド社が試作した戦闘機である。

## 開発
1933年にドイツ航空省が提示した 、ハインケルHe 51の後継戦闘機の仕様書に従って開発された機体で、単発・単葉ながら主脚は固定式だった。1935年から同じ仕様に応募したBf 109、He 112、Fw 159と比較審査されたが、4種の中で唯一の固定脚だった上、機体重量過多でエンジンの馬力不足気味だったため、早々と不採用となった。総生産数は3機のみである。

## スペック
- 全長： 10.30 m
- 全幅： 10.80 m
- 全高： 2.65 m
- 翼面積： 21.0 m2
- 全備重量： 2,120 kg
- エンジン： ロールス・ロイス　ケストレル 液冷V型12気筒 695 hp × 1
- 最大速度： 410 km/h
- 実用上限高度： 10,000 m
- 航続距離: 800 km
- 武装
  - 7.92 mm機関銃 × 2
- 乗員： 1名